# Moked
Pour l'opération militaire israélienne du même nom, voir Opération Focus.
Le Moked (hébreu : מוקד, litt. Focus) est un parti politique israélien de gauche, fondé en 1973 et disparu en 1977.

## Histoire
Le Moked fut créé lors de la 7e session de la Knesset, lorsque le Maki (qui possédait un siège, occupé par Shmuel Mikunis) fusionna avec le Mouvement bleu-rouge, non représenté.
Le nouveau parti participa aux élections législatives de 1973, mais n'obtint que 1,4 % des suffrages et un siège, occupé par Meir Pa'il. Lors de la session parlementaire, le parti modifia son nom en Moked - pour la Paix et le Changement socialiste.
Avant les élections législatives de 1977, le parti se divisa en deux. La faction Maki fusionna au sein du Hadash avec le Rakah, qui s'en était séparé en 1965, alors que les membres non-communistes rejoignirent le Camp de Gauche d'Israël. Le nouveau parti remporta deux sièges, Meir Pa'il en occupant un par rotation.